# São Félix do Tocantins
São Félix do Tocantins è un comune del Brasile nello Stato del Tocantins, parte della mesoregione Oriental do Tocantins e della microregione del Jalapão.